# 20355 Саракларк
20355 Саракларк (20355 Saraclark) — астероїд головного поясу, відкритий 21 квітня 1998 року.
Тіссеранів параметр щодо Юпітера — 3,575.